# 시부사와역
시부사와역(일본어: 渋沢駅)은 일본 가나가와현 하다노시에 위치한 오다큐 전철 오다와라선의 역이다. 역 번호는 OH 40이다.

## 개요
해발 163m이며 오다큐 전철에서 가장 표고가 높은 곳에 위치한 역이다. 서쪽의 신마쓰다역과의 역간 거리는 6.2km이며 오다큐 전철에서 가장 거리가 길다. 오다큐 로망스카 CM에서는 시부사와 ~ 신마쓰다역 구간에서 촬영된 풍경이 사용되고 있다.

## 역사
- 1927년 4월 1일: 영업 개시. "직통" 정차역이 되고 각역정차는 신주쿠 ~ 이나다노보리토역(현, 무코가오카유엔역) 구간만 운행하고 있었음.
- 1945년 6월: 기존 신주쿠 ~ 이나다노보리토역 구간만을 운행하던 각역정차가 전 노선에서 운행하게 되어 각역정차의 정차역이 됨과 동시에 "직통"은 폐지됨.
- 1946년 10월 1일: 준급이 설정되어 정차역이 됨.
- 1949년 10월 1일: 급행이 부활되면서 정차역이 됨.
- 1955년 3월 25일: 통근급행이 설정되어 정차역이 됨.
- 1960년 3월 25일: 통근준급이 설정되어 정차역이 됨.
- 1993년 2월 17일: 오두막풍의 교상역사와 남북연결통로가 완성되어 공용 개시.
- 2004년
  - 배리어 프리화 추진에 따른 엘리베이터 및 다목적 화장실의 증축 공사 완료.
  - 12월 11일: 쾌속급행, 구간준급이 설정되어 정차역이 됨.
- 2007년 3월 25일: 남쪽 출입구 로터리 준공. 동년 3월 26일부터 공용 개시.
- 2012년 3월 17일: 혼아쓰기 이서 구간에서 구간준급 설정이 없어지고 정차역 해제.
- 2014년 12월 23일: 접근 멜로디에 ZARD의 곡 "흔들리는 생각(揺れる想い)", "지지 말아요(負けないで)"를 채용함. 보컬 가수인 사카이 이즈미가 하다노시 출신지이다.

## 역 구조
상대식 승강장 2면 2선의 지상역이며 교상 역사를 갖는다. 첫 차부터 7시 15분까지는 역무원이 배치된다. 개찰 층에서 승강장 층에는 엘리베이터 및 에스컬레이터가 설치되어 있다.
역은 바다 방향(동쪽)을 1번 승강장으로 한다.
2014년도의 설비 투자 계획에서 행선지 안내기가 신설되었다.
2014년 12월 23일부터 하다노시의 시제 60주년 기념 사업의 일환으로 접근 멜로디에 하다노시와 친분이 있는 ZARD의 곡을 사용 개시했다. 상행선은 "지지 말아요", 하행선은 "흔들리는 생각"이다.

### 타는 곳
| 번호 | 노선       | 방향 | 방면                             |
| ---- | ---------- | ---- | -------------------------------- |
| 1    | 오다와라선 | 하행 | 오다와라·하코네유모토 방면       |
| 2    | 오다와라선 | 상행 | 사가미오노·신주쿠· 지요다선 방면 |

## 역 주변
- 하다노시립 니시 공민관
- 하다노시립 시부사와 공민관
- 하다노시 소방서 니시 경찰서
- 시부사와역앞 우체국
- 하다노 마가리마쓰 우체국
- 오다와라 백화점 시부사와점(슈퍼 마켓)
- 국도 제246호선
- 시즈오카 중앙 은행 시부사와 지점

## 사진

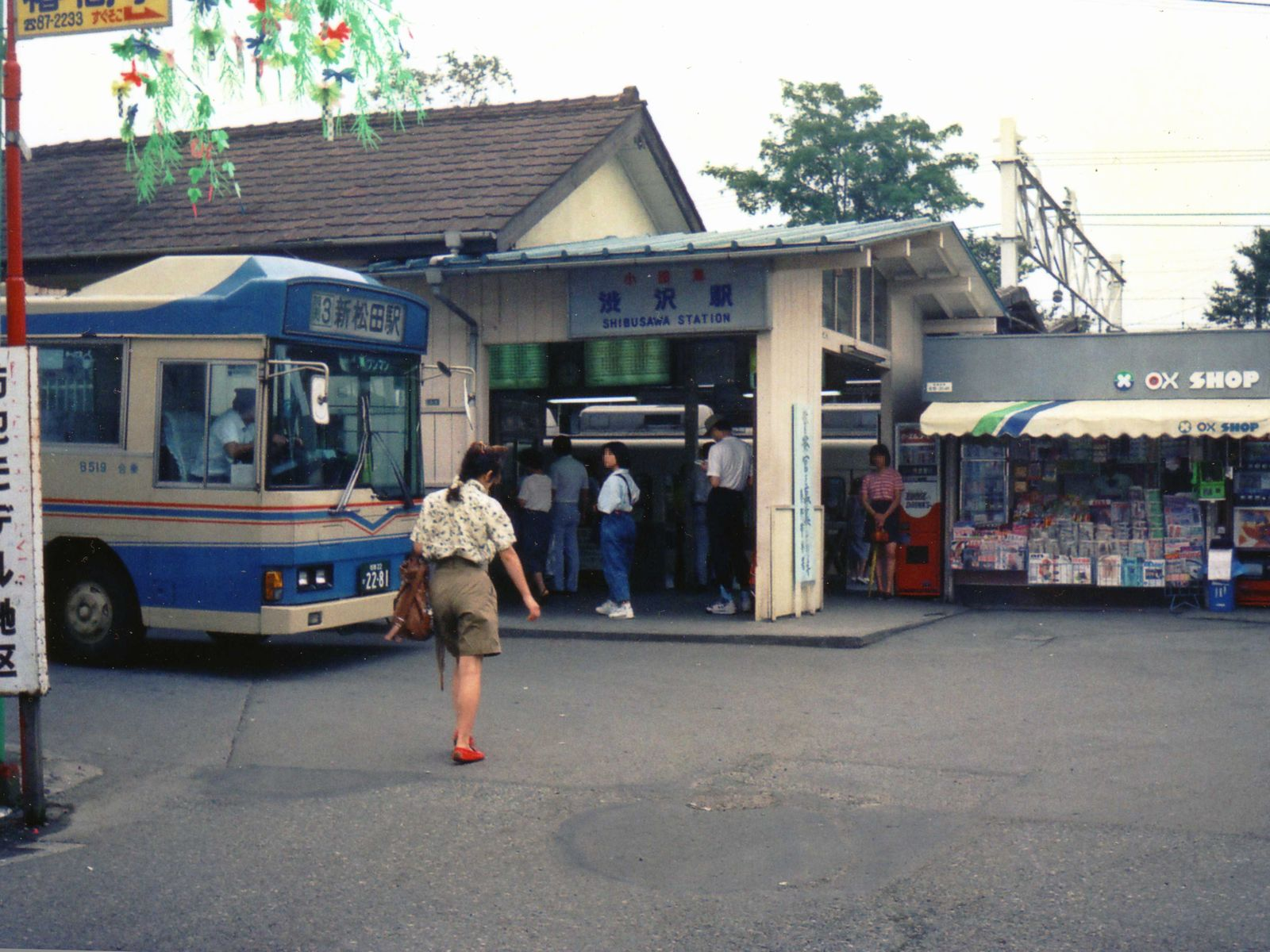
1988년의 시부사와역
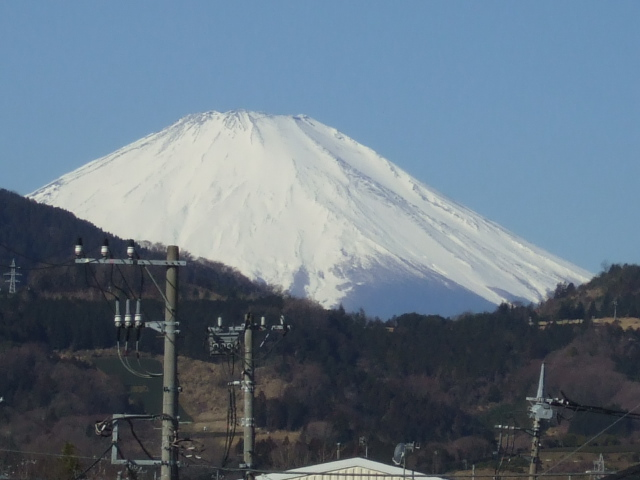
당역에서 보이는 후지산
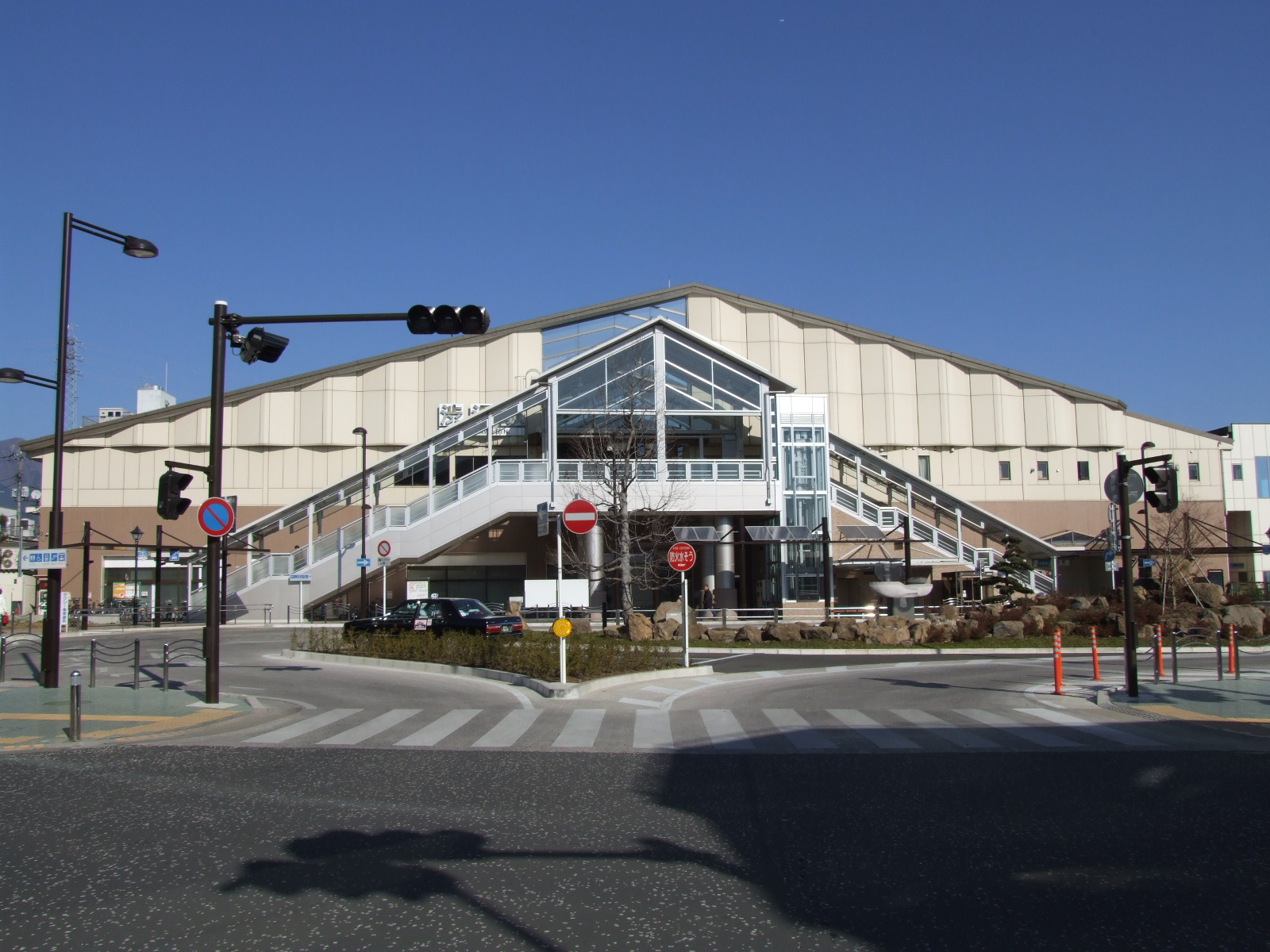
남쪽 출입구
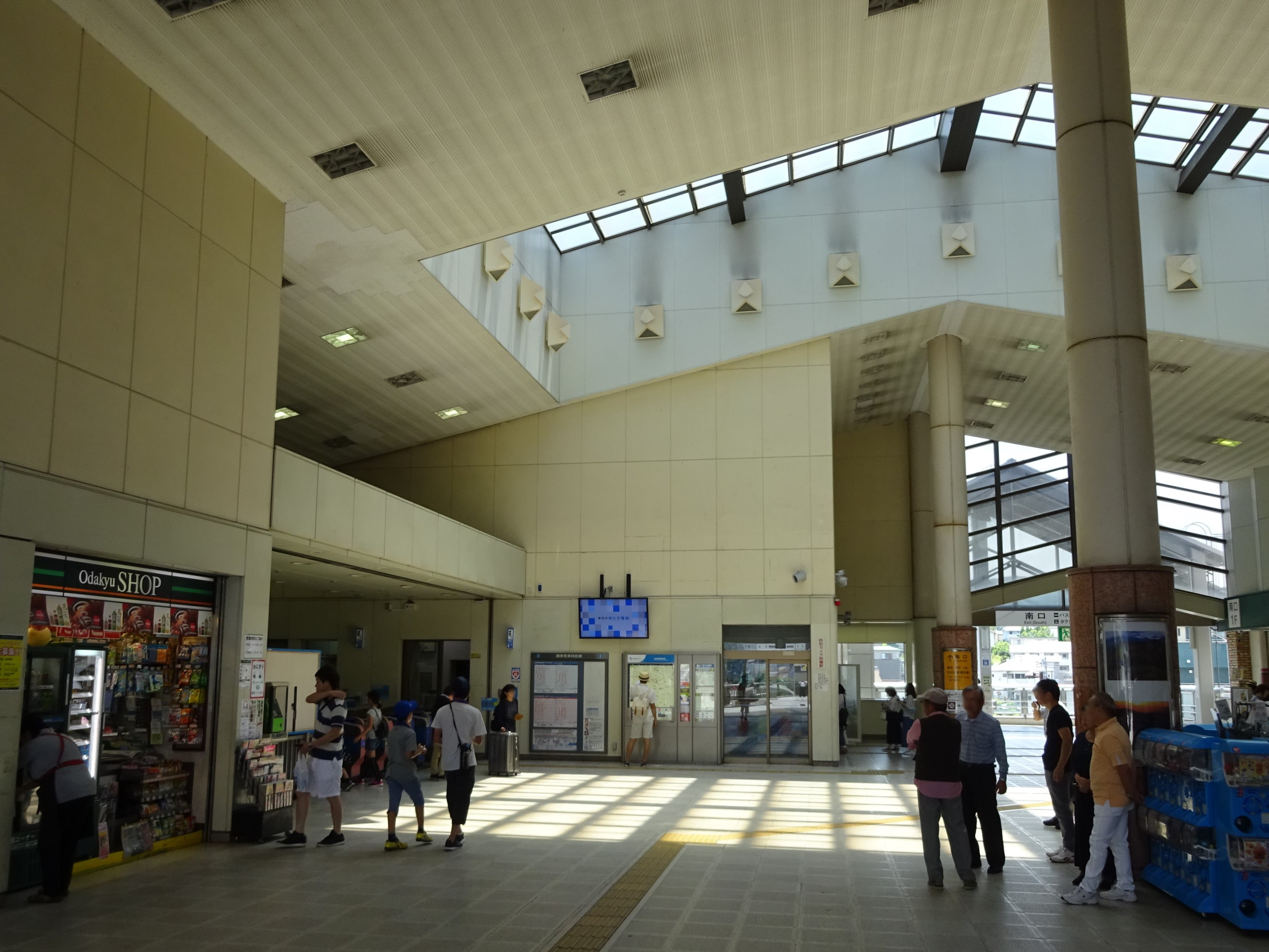
대합실
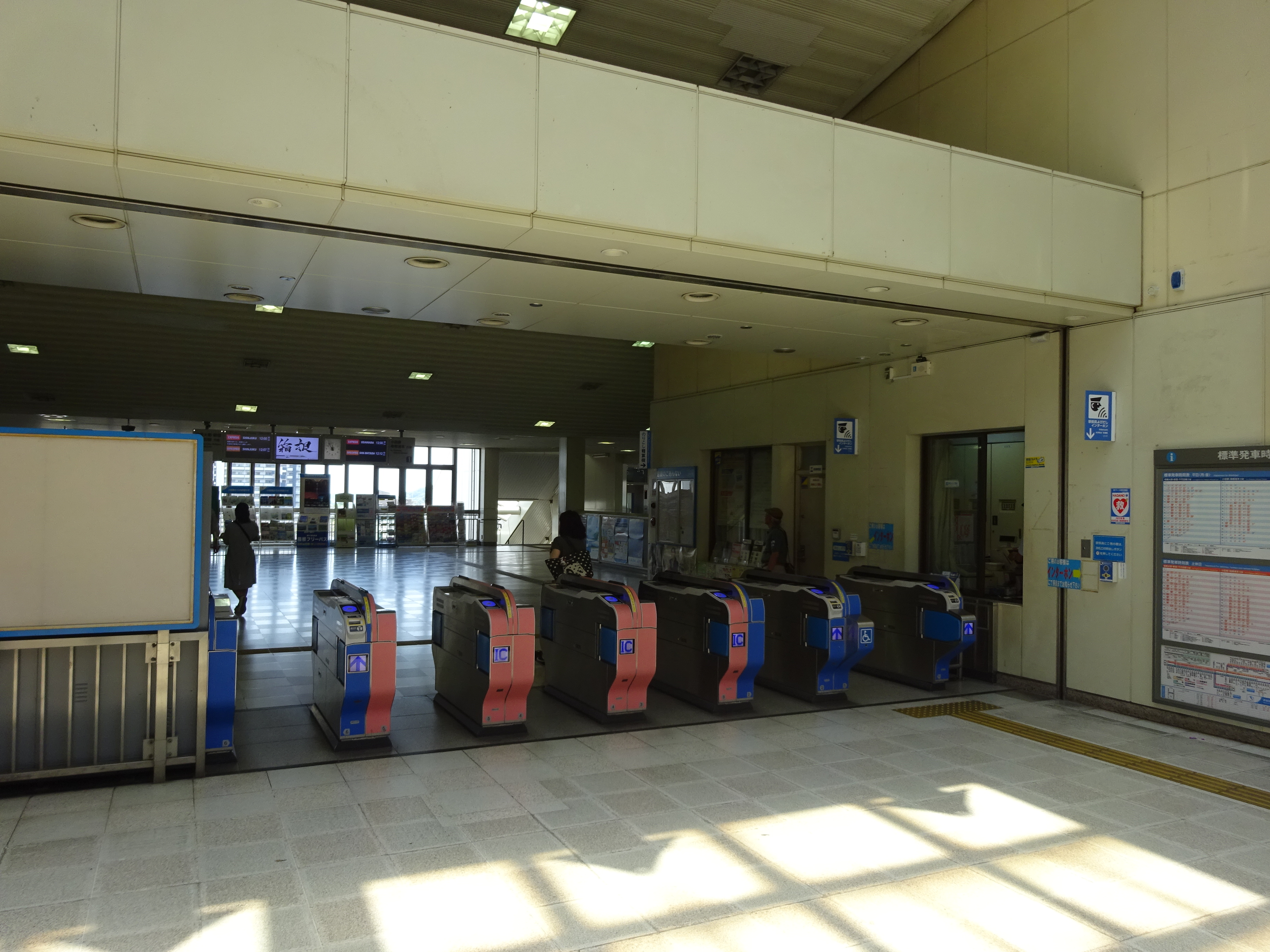
개찰구

## 인접역
| 오다큐 오다와라선        | 오다큐 오다와라선             | 오다큐 오다와라선            |
| ------------------------ | ----------------------------- | ---------------------------- |
| OH 39 하다노 신주쿠 방면 | ■ 쾌속 급행 ■ 급행 ■ 각역정차 | 신마쓰다 OH 41 오다와라 방면 |